# سولواووا
سولووا (به ترکی استانبولی: Suluova) شهری است در کشور ترکیه که در استان آماسیه واقع شده‌است. جمعیت این شهر بر اساس سرشماری سال ۲۰۰۸ میلادی ۳۷٬۲۶۶ نفر و بر اساس برآوردهای سال ۲۰۰۹ میلادی ۳۷٬۲۹۷ نفر می‌باشد.